# Anneville-en-Saire
Pour les articles homonymes, voir Anneville.
Anneville-en-Saire (prononcer /anvilɑ̃sɛʁ/) est une commune française située dans le département de la Manche en région Normandie, peuplée de 376 habitants.

## Géographie

### Localisation
Le bourg situé dans le Val de Saire, se trouve sur la route Barfleur-Quettehou.
Les communes limitrophes sont Valcanville, Montfarville, La Pernelle, Réville et Le Vicel.

### Hydrographie
La commune est située dans le bassin Seine-Normandie. Elle est drainée par la Saire, le cours d'eau 02 d'Aigremont, le fossé 01 de la Maison d'Anneville, le ruisseau de la Mare Barre, le ruisseau de Visebec et un autre petit cours d'eau,.
La Saire, d'une longueur de 31 km, prend sa source dans la commune du Mesnil-au-Val et se jette dans la baie de Seine à Saint-Vaast-la-Hougue, après avoir traversé douze communes. 

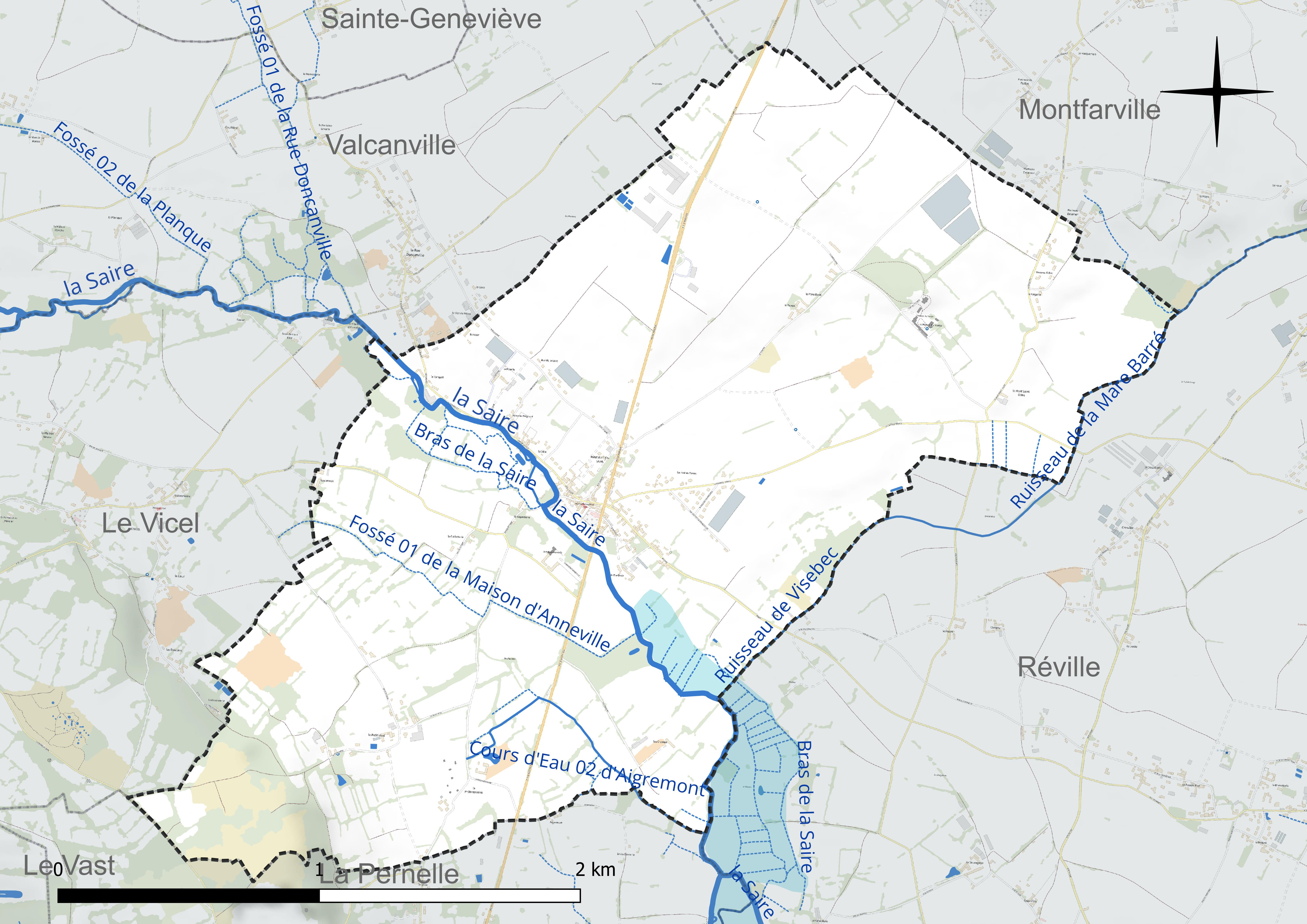
Réseau hydrographique d'Anneville-en-Saire.

### Climat
Pour des articles plus généraux, voir Climat de la Normandie et Climat de la Manche.
En 2010, le climat de la commune est de type climat océanique franc, selon une étude du CNRS s'appuyant sur une série de données couvrant la période 1971-2000. En 2020, Météo-France publie une typologie des climats de la France métropolitaine dans laquelle la commune est exposée à un climat océanique et est dans la région climatique Normandie (Cotentin, Orne), caractérisée par une pluviométrie relativement élevée (850 mm/a) et un été frais (15,5 °C) et venté. Parallèlement le GIEC normand, un groupe régional d'experts sur le climat, différencie quant à lui, dans une étude de 2020, trois grands types de climats pour la région Normandie, nuancés à une échelle plus fine par les facteurs géographiques locaux. La commune est, selon ce zonage, exposée à un « climat maritime », correspondant au Cotentin et à l'ouest du département de la Manche, frais, humide et pluvieux, où les contrastes pluviométrique et thermique sont parfois très prononcés en quelques kilomètres quand le relief est marqué.
Pour la période 1971-2000, la température annuelle moyenne est de 11 °C, avec une amplitude thermique annuelle de 10,7 °C. Le cumul annuel moyen de précipitations est de 975 mm, avec 13,8 jours de précipitations en janvier et 7 jours en juillet. Pour la période 1991-2020, la température moyenne annuelle observée sur la station météorologique la plus proche, située sur la commune de Gatteville-le-Phare à 6 km à vol d'oiseau, est de 11,6 °C et le cumul annuel moyen de précipitations est de 866,7 mm,. Pour l'avenir, les paramètres climatiques de la commune estimés pour 2050 selon différents scénarios d'émission de gaz à effet de serre sont consultables sur un site dédié publié par Météo-France en novembre 2022.

## Urbanisme

### Typologie
Au 1er janvier 2024, Anneville-en-Saire est catégorisée commune rurale à habitat dispersé, selon la nouvelle grille communale de densité à sept niveaux définie par l'Insee en 2022.
Elle est située hors unité urbaine.
Par ailleurs la commune fait partie de l'aire d'attraction de Cherbourg-en-Cotentin, dont elle est une commune de la couronne,. Cette aire, qui regroupe 77 communes, est catégorisée dans les aires de 50 000 à moins de 200 000 habitants,.

### Occupation des sols

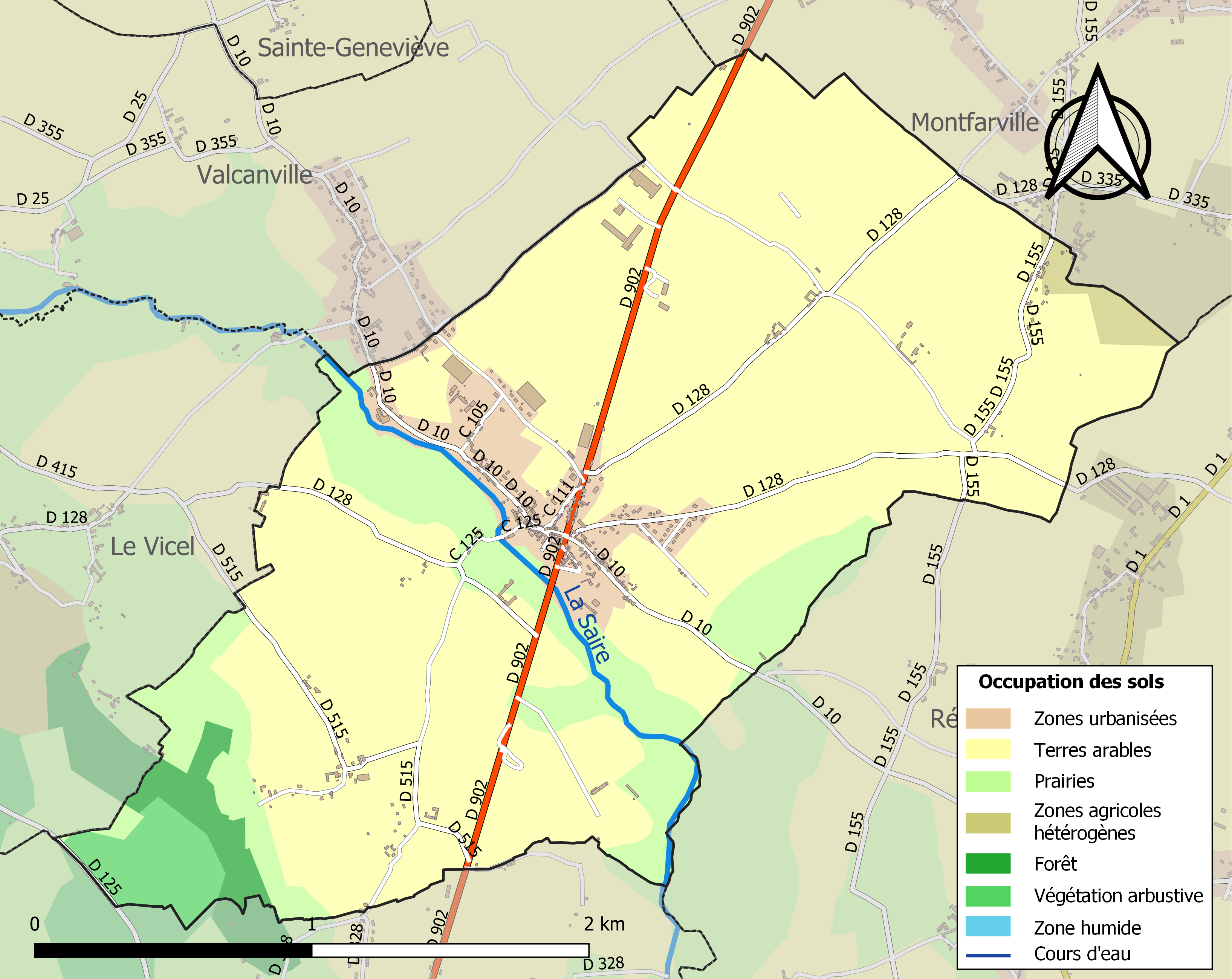
Carte des infrastructures et de l'occupation des sols de la commune en 2018 (CLC).

L'occupation des sols de la commune, telle qu'elle ressort de la base de données européenne d'occupation biophysique des sols Corine Land Cover (CLC), est marquée par l'importance des territoires agricoles (89,5 % en 2018), en diminution par rapport à 1990 (91,5 %).
La répartition détaillée en 2018 est la suivante : terres arables (75,1 %), prairies (13,2 %), zones urbanisées (6,3 %), milieux à végétation arbustive et/ou herbacée (2,4 %), forêts (1,8 %), zones agricoles hétérogènes (1,1 %).
L'évolution de l'occupation des sols de la commune et de ses infrastructures peut être observée sur les différentes représentations cartographiques du territoire : la carte de Cassini (XVIIIe siècle), la carte d'état-major (1820-1866) et les cartes ou photos aériennes de l'IGN pour la période actuelle (1950 à aujourd'hui).

## Toponymie
Le nom de la localité est attesté sous les formes Anslevilla en 1126, Ansneville en 1134, Anslecvilla en 1137 et fief aux Annevilleis en 1455.
Le toponyme est issu d'un anthroponyme scandinave (ou plus spécifiquement norrois) tel qu'Asleik, ou Anslec et de l'ancien français ville dans son sens originel de « domaine rural » issu du latin villa rustica.
La Saire est un petit fleuve côtier, dont le bassin est entièrement situé dans le département de la Manche.

### Micro-toponymie
La rue Doncanville présente un nom écossais Duncan faisant référence à un colon venu d'Écosse ou des Hébrides.

## Histoire

### Protohistoire
Anneville était habitée depuis les temps reculés car on y a découvert, en 1821, une petite fonderie d'objets d'origine celtique[réf. nécessaire].

### Moyen Âge
Samson d'Anneville (fl.  au XIe siècle) fut en 1050 envoyé par le duc de Normandie Guillaume qui occupait alors le château de Valognes, chasser les pirates de Guernesey.
Un Guillaume d'Anneville et un Onfroy d'Anneville (fl.  au XIe siècle) étaient en 1066 aux côtés de Guillaume à Hastings (liste de Dives).
En 1106, Guillaume d'Anneville donne l'église Saint-Léger d'Anneville à l'abbaye de Lessay en échange de dix marcs d'argent, afin de racheter son fils, Michel (ou Geoffroi), fait prisonnier en Palestine lors de la première croisade.
Guillaume d'Anneville, fils de Michel, confirma en 1118 la donation, et le fils du précédent, Geoffroy, en 1139, y ajouta le don d'une chapelle au détriment de Renaud de La Haye qui prétendait, en 1326, en être possesseur.
Au XIIe siècle, la paroisse relevait de l'honneur de La Haye. Au XIIe siècle le fief subi une première partition avec la création du fief du Breuil assis dans la même paroisse. Le 13 août 1399, Jean de Villiers, seigneur d'Anneville, avoue tenir un demi-fief de haubert.
La baronnie de Réville, dont le chef était assis en la paroisse de Réville, fief ou membre de fief de haubert tenue du roi par les religieux de Fontaine-Daniel, s'étendait sur les paroisses d'Anneville-en-Saire, Gatteville, Tocqueville et environs.
Lors de la chevauchée d'Édouard III sur le sol français, dans le cadre de la guerre de Cent Ans, le 13 juillet 1346, les troupes anglaises, débarqués la veille à Saint-Vaast-la-Hougue, dévastent le village, ainsi que le château du Tourps.

### Temps modernes
Dans la première moitié du XVIe siècle, Pierre IV de La Rocque, chevalier, est seigneur du Breuil à Anneville-en-Saire, ainsi que de Flottemanville, de Saussey, d'Omonville-la-Folliot, de Crasville, d'Urville, de Rouville à Orglandes, de Baudreville, de Thury à Lieusaint et de la Haulle.
En 1567, Gilles de Saint-Germain, sieur du Breuil, est taxé pour ce fief de 20 livres dans le rôle des nobles et roturiers, au titre du ban et de l'arrière ban de la vicomté de Coutances, réalisé par Gilles Dancel, seigneur d'Audouville, lieutenant général du bailli de Cotentin, tenu à Coutances les 20-22 octobre. Le fief du Breuil à Anneville-en-Saire, qui valait un quart de fief de haubert, était tenu de la seigneurie de la Brisette. Dans le même rôle, Jacques de La Court, écuyer, sieur du Tourp, est taxé pour ce fief de 8 livres. Le fief du Tourp à Anneville-en-Saire, qui valait un quart de fief de Haubert, relevait du fief du Breuil à Anneville.
En 1590, durant les guerres de Religion le village et le château du Tourps où s'est réfugié François de La Cour († 1592) chef des ligueurs du Val de Saire, sont assiégés par les royalistes qui doivent lever le camp le 9 ou le 11 octobre. Une seconde tentative aurait échoué au mois de février 1591. Le château est assiégé une troisième fois par les troupes d'Henri IV dirigé par le comte de Thorigny et pris le 11 juin 1591. En représailles aux différents sièges et attaques de son manoir du Tourps et après une tentative avortée de prise de Cherbourg, nombre de manoirs ou châteaux sont brûlés par ses bandes dont en juillet 1591 celui de Réville.
Il se tenait, près de la chapelle Saint-Gilles, une foire annuelle à la Saint-Gilles. Une autre foire se tenait à la Saint-Léger.
Traversé par la Saire, Anneville a accueilli de nombreux artisans, tisserands et teinturiers, et comptait plusieurs moulins.

## Politique et administration
| Période                                                                                | Période   | Identité                     | Étiquette | Qualité             |
| -------------------------------------------------------------------------------------- | --------- | ---------------------------- | --------- | ------------------- |
| …1790                                                                                  | 1790…     | François Le Crest            |           |                     |
|                                                                                        |           |                              |           |                     |
| 1798                                                                                   | 1808      | Félix Revert                 |           |                     |
| 1808                                                                                   | 1813      | Abraham Caillet-La Poterie   |           |                     |
| 1813                                                                                   | 1815      | Christophe Caillet-Vauville  |           |                     |
| 1815                                                                                   | 1842      | Florentin Devauquelin        |           |                     |
| 1842                                                                                   | 1880      | Édouard-Auguste du Mesnildot |           |                     |
| 1880                                                                                   | 1887      | Edmond du Mesnildot          |           |                     |
| 1887                                                                                   | 1888      | Eugène Onfroy                |           | par délégation      |
| 1888                                                                                   | 1910      | Edmond du Mesnildot          |           |                     |
| 1910                                                                                   | 1919      | Louis Lecler                 |           | Agriculteur         |
| 1919                                                                                   | 1921      | Paul du Mesnildot            |           |                     |
| 1921                                                                                   | 1959      | Joseph du Mesnildot          |           |                     |
| 1959                                                                                   | 1971      | Alexandre Mauger             |           | Commerçant          |
| 1971                                                                                   | juin 1995 | Pierre du Mesnildot          | DVD       | Châtelain du Tourps |
| juin 1995                                                                              | mars 2014 | Yves Onfroy                  | SE        | Agriculteur         |
| mars 2014                                                                              | En cours  | Gérard Parent                | SE        | Ingénieur retraité  |
| Une partie des données est issue d'une liste établie par Jean Pouëssel et Yves Onfroy. |           |                              |           |                     |

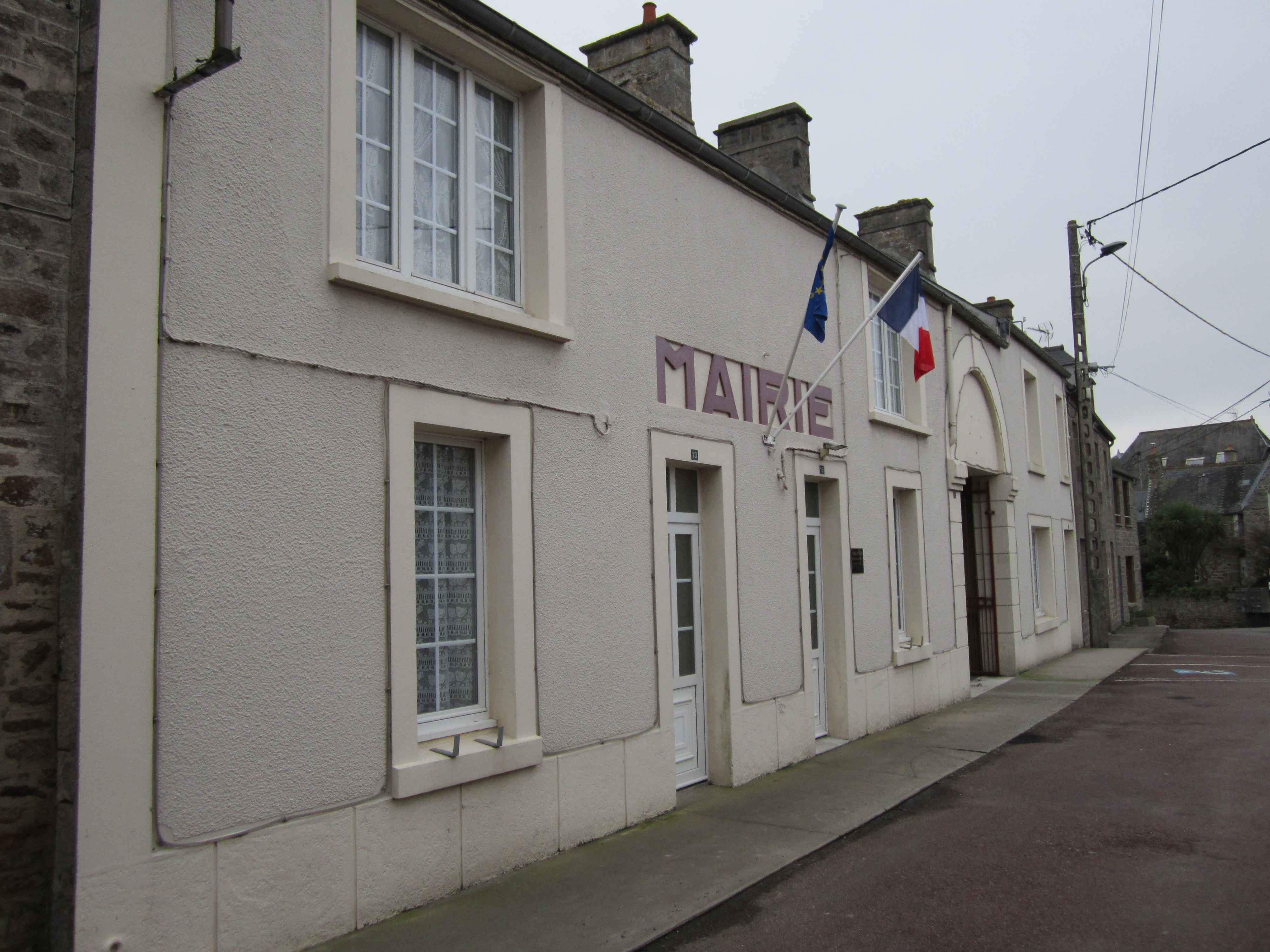
La mairie.

Le conseil municipal est composé de onze membres dont le maire et trois adjoints.

## Population et société
Les habitants de la commune sont appelés les Annevillais.

### Démographie
L'évolution du nombre d'habitants est connue à travers les recensements de la population effectués dans la commune depuis 1793. Pour les communes de moins de 10 000 habitants, une enquête de recensement portant sur toute la population est réalisée tous les cinq ans, les populations de référence des années intermédiaires étant quant à elles estimées par interpolation ou extrapolation. Pour la commune, le premier recensement exhaustif entrant dans le cadre du nouveau dispositif a été réalisé en 2008.
En 2022, la commune comptait 376 habitants, en évolution de −4,57 % par rapport à 2016 (Manche : −0,31 %, France hors Mayotte : +2,11 %).
Anneville-en-Saire a compté jusqu'à 807 habitants en 1821.
| 1793 | 1800 | 1806 | 1821 | 1831 | 1836 | 1841 | 1846 | 1851 |
| ---- | ---- | ---- | ---- | ---- | ---- | ---- | ---- | ---- |
| 684  | 553  | 722  | 807  | 774  | 779  | 763  | 728  | 713  |

| 1856 | 1861 | 1866 | 1872 | 1876 | 1881 | 1886 | 1891 | 1896 |
| ---- | ---- | ---- | ---- | ---- | ---- | ---- | ---- | ---- |
| 665  | 700  | 686  | 600  | 603  | 602  | 594  | 557  | 566  |

| 1901 | 1906 | 1911 | 1921 | 1926 | 1931 | 1936 | 1946 | 1954 |
| ---- | ---- | ---- | ---- | ---- | ---- | ---- | ---- | ---- |
| 581  | 584  | 597  | 529  | 530  | 537  | 505  | 517  | 446  |

| 1962 | 1968 | 1975 | 1982 | 1990 | 1999 | 2006 | 2008 | 2013 |
| ---- | ---- | ---- | ---- | ---- | ---- | ---- | ---- | ---- |
| 435  | 425  | 407  | 374  | 345  | 324  | 363  | 375  | 389  |

| 2018 | 2022 | - | - | - | - | - | - | - |
| ---- | ---- | - | - | - | - | - | - | - |
| 387  | 376  | - | - | - | - | - | - | - |

## Culture locale et patrimoine

### Lieux et monuments

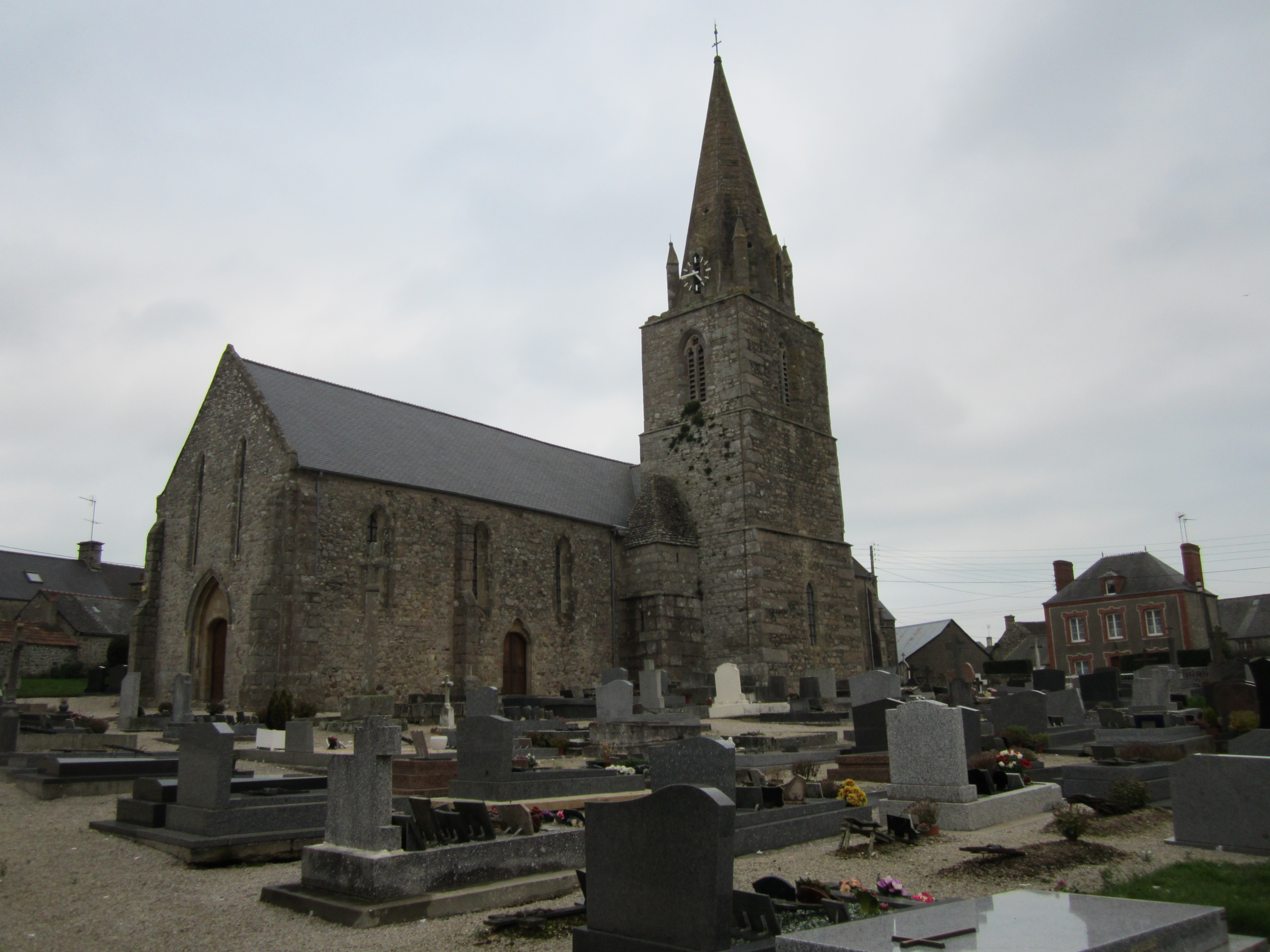
L'église Saint-Léger.

- Château du Tourps des XVIe – XVIIIe siècles[23], inscrit au titre des monuments historiques depuis le 25 août 2005[40].
- Château dit la maison d'Anneville et ses communs datant du XVIIe siècle[23], inscrit au titre des monuments historiques depuis le 5 mai 1975[41].
- Moulin Parquet[23]. En 1441, le moulin à eau sur la Saire était la possession de Guillaume Ferey, succédant à son père Jean Ferey qui le tenait de Pierre de La Roque comme précisé dans un aveu du 5 mai 1404[42]. Il fut par la suite la propriété de la famille roturière Saint-Germain qui furent seigneur et patron d'Anneville pendant près de deux siècles à cause du fief du Breuil. Gilles de Saint-Germain, écuyer, lieutenant du bailli d'Alençon, en 1553, possédait la moitié du moulin[43].
- Église Saint-Léger des XVe, XVIIIe – XIXe siècles[23]. La flèche de son clocher, fut décapité par la foudre en 1967. Le chœur à des fenêtres du XVe siècle. L'église abrite un coffret et trois ampoules aux Saintes huiles du XVIIIe, de l'orfèvre Hugues Le Forestier, classés au titre objet aux monuments historiques[23],[44]. Sont également conservés un lavabo du XVIe ainsi qu'une verrière du XIXe de Claudius Lavergne.
- Chapelle Saint-Gilles du XVIIe siècle[23].
- Jardin du bourg (3 200 m2), route du château du Tourps[23].
- Croix de cimetière du XVIIe siècle et fragment de croisillon (1711)[23].

Pour mémoire
- Motte d'Anneville. D'après Gerville (Gerville C., 1824, 351), le château se trouvait au bord de la Saire dans un pré nommé le Pré de la Motte. À l'époque de Gerville, la motte avait déjà disparu[45].

### Patrimoine culturel
- Le film Une vie (1958) a été tourné à Anneville-en-Saire[46].

### Personnalités liées à la commune
- Édouard du Mesnildot (Anneville-en-Saire, 1833 - Anneville-en-Saire, 1910), homme politique, député.

### Héraldique
| Blason de Anneville-en-Saire | Blason  | D'hermine à la fasce de gueules engrêlée en chef. |
| Blason de Anneville-en-Saire | Détails |                                                   |